# Copelatus divisus
Copelatus divisus  es una especie de escarabajo buceador del género Copelatus, de la subfamilia Copelatinae, en la familia Dytiscidae. Fue descrito por Watts en 1978.